# Parafia Niepokalanego Serca Maryi w Otwocku
Parafia Niepokalanego Serca Maryi w Otwocku – parafia rzymskokatolicka należąca do dekanatu otwockiego, diecezji warszawsko-praskiej, metropolii warszawskiej Kościoła katolickiego. Powstała w 1983 z podziału parafii św. Wincentego a Paulo w Otwocku. Kościół parafialny został wybudowany w latach 80. XX wieku. 
Parafia jest obsługiwana przez księży diecezjalnych.